# Tebello Nyokong
Tebello Nyokong   (Maseru, 20 d'octubre de 1951) és una química sud-africana i professora a la Universitat Rhodes. Les seves recerques tracten sobre la fototeràpia dinàmica, un mètode de tractament per al càncer, alternatiu a la quimioteràpia.

## Biografia i formació
Nyokong prové d'una família pobra. De nena, va ser enviada a viure amb els seus avis a les muntanyes de Lesotho. Va aprendre ciència observant la fauna i flora mentre treballava cuidant ovelles, sense poder anar a escola cada dia. En alguna entrevista, Nyokong ha dit que una de les ambicions de la seva infantesa era posseir el seu propi parell de sabates.
Nyokong va rebre el Certificat escolar Cambridge a l'estranger el 1972. Va obtenir la llicenciatura en química i biologia de la Universitat de Lesotho el 1977. Assistí a la Universitat McMaster a Ontario, Canadà, per fer el doctorat, que va obtenir el 1987. Tot seguit va rebre una beca Fulbright per continuar els estudis post-doctorals a la Universitat de Notre Dame, als Estats Units.

## Recerca
En concloure el període de la beca Fulbright, Nyokong va tornar per treballar a la Universitat de Lesotho. El 1992 va integrar-se en la Universitat de Rhodes. La Fundació Nacional de Recerca li va atorgar una alta puntuació i va poder tenir laboratori d'investigació propi a la universitat.
És coneguda per la seva investigació en nanotecnologia, així com també el seu treball en teràpia fotodinàmica. La seva recerca aplana el camí per detectar i tractar el càncer de manera més segura, sense els efectes debilitantes de la quimioteràpia.
A més de treballar en la teràpia fotodinàmica, Tebello Nyokong continua fent una tasca important en la formació de químics, particularment dones, en les sofisticades habilitats necessàries per mantenir Sud-àfrica a l'avantguarda del desenvolupament científic.

## Reconeixements
El 2009 va rebre el premi L'Oreal-UNESCO per a “Dones en Ciència”. El 2011 va rebre el premi Dones Distingides en Química de la RSC (Societat Real de Química)/ PACN (Xarxa de Química Pan-Africana) 
Va obtenir l'Orde de Mapungubwe de Bronze de la presidència de Sud-àfrica. El 2012 va ser premiada amb la Medalla d'Or de l'Institut Químic Sud-africà, i va ser considerada per IT News Àfrica com una de les deu dones africanes més influents en ciència i tecnologia.
El 2014, com a professora a la Universitat de Rhodes a Grahamstown, va ser protagonista d'un retrat fotogràfic col·lectiu per a l'obra d'Adrian Steirn, "21 icones", que la va imaginar tornant a la seva funció de la infantesa com a pastora d'ovelles però ara com una adulta, amb la bata de laboratori. Els beneficis de les vendes de les còpies del quadre es van destinar a projectes humanitaris.